# Antaxius hispanicus
Antaxius hispanicus är en insektsart som beskrevs av Bolívar, I. 1884. Antaxius hispanicus ingår i släktet Antaxius och familjen vårtbitare. Inga underarter finns listade i Catalogue of Life.